# Mops condylurus
Mops condylurus é uma espécie de morcego da família Molossidae. Pode ser encontrada na África subsaariana.